# تک‌معده‌ای
یک جانور تک‌معده‌ای (به انگلیسی: Monogastric) دارای یک معده ساده تک‌حفره‌ای (یک معده) است. نمونه‌هایی از علف‌خواران تک معده اسب، خرگوش، جربیل و همستر هستند. نمونه‌هایی از همه‌چیزخواران تک‌معده عبارتند از انسان، سگ، خوک و موش. علاوه بر این، گوشت‌خواران تک‌معده‌ای مانند گربه‌ها نیز وجود دارند. جانوران تک‌معده‌ای با جانوران نشخوارکننده (که معده پیچیدهٔ چهارحفره‌ای دارند) مانند گاو، بز یا گوسفند قابل مقایسه هستند. گیاه‌خواران با هضم تک‌معده‌ای می‌توانند سلولز را در رژیم غذایی خود از طریق باکتری‌های همزیست روده هضم کنند. با این حال، توانایی آنها در استخراج انرژی از هضم سلولز نسبت به نشخوارکنندگان کارایی کمتری دارد.
گیاه‌خواران سلولز را با تخمیر میکروبی هضم می‌کنند. گیاه‌خواران تک‌معده‌ای که می‌توانند سلولز را تقریباً به خوبی نشخوارکنندگان هضم کنند، hindgut fermenters (تخمیر دربخش خلفی لوله گوارش) نامیده می‌شوند، در حالی که نشخوارکنندگان foregut fermenters (تخمیرکنندگان پیش‌شکمی) نامیده می‌شوند. اینها بر اساس اندازه نسبی اندام‌های گوارشی مختلف در ارتباط با بقیه دستگاه به دو گروه تقسیم می‌شوند: تخمیرکنندگان کولونی: معمولاً گونه‌های بزرگتری مانند اسب و کرگدن هستند و تخمیرکنندگان سکومی: جانوران کوچکتری مانند خرگوش و جوندگان هستند. میمون‌های بزرگ مقادیر قابل توجهی فیتانیک اسید را از طریق تخمیر پس‌روده‌ای مواد گیاهی به دست می‌آورند.
تک‌معده‌ای‌ها نمی‌توانند مولکول فیبر سلولز را به اندازه نشخوارکنندگان به‌طور مؤثر هضم کنند، اگرچه توانایی هضم سلولز در بین گونه‌ها متفاوت است.
دستگاه گوارش تک‌معده‌ای به محض ورود غذا به دهان کار می‌کند. بزاق غذا را مرطوب می‌کند و فرایند هضم را آغاز می‌کند. (توجه داشته باشید که اسب‌ها در بزاق خود هیچ یا مقادیر ناچیزی آمیلاز دارند). پس از بلعیده شدن، غذا از مری به معده می‌رود، جایی که اسید معده و آنزیم‌ها به تجزیه غذا کمک می‌کنند. نمک‌های صفراوی در کیسه صفرا ذخیره می‌شوند (توجه داشته باشید که اسب‌ها کیسه صفرا ندارند و صفرا مستقیماً در روده کوچک ترشح می‌شود) و زمانی که محتویات معده به روده کوچک رسید ترشح می‌شوند. روده کوچک جایی است که بیشتر چربی‌ها تجزیه می‌شوند. پانکراس آنزیم و مواد قلیایی ترشح می‌کند تا اسید معده را خنثی کند.